# Веселин Стијовић
Веселин Стијовић (Беране, 21. август 1948 — Земун, 14. октобар 2023) био је југословенски и српски глумац.

## Биографија
Позоришну каријеру је започео у Народном позоришту у Приштини 1970. године. Осам година касније је постао члан ансамбла Позоришта на Теразијама где је остао до одласка у пензију. Наставио је да игра у подели мјузикла Неки то воле вруће, као Бизгоу, а тај лик је тумачио и у премијерној поставци Соје Јовановић из 1990. године. Остварио је приближно 30 премијера на репертоару те куће, а важио је за глумца с изразитим певачким способностима. Изводио је кабаре Љубав, ах љубав, по тексту Тихомира Илића и у режији Михаила Вукобратовића. Учествовао је и у представама за децу.
Појавио се у свим целовечерњим серијама Синише Павића закључно с Белом лађом, а последњу телевизијску улогу остварио је 2010. године у серији Село гори, а баба се чешља.
Преминуо је 14. октобра 2023. године у земунској болници, а сахрањен четири дана касније на Новом бежанијском гробљу.

## Улоге

### Позоришне представе
| Наслов              | Улога                | Редитељ                          | Позориште               | Премијера          |
| ------------------- | -------------------- | -------------------------------- | ----------------------- | ------------------ |
| Сплитски акварел    | Салко Салковић       | Миљенко Штамбук                  | Позориште на Теразијама | 25. децембар 1978. |
| Дани срцем допевани |                      | Радослав Златан Дорић            | Позориште на Теразијама | 27. јун 1979.      |
| Весела удовица      | Виконт Каскада       | Арса Милошевић                   | Позориште на Теразијама | 18. новембар 1979. |
| Кандид              | Максимилијан         | Бранко Плеша                     | Позориште на Теразијама | 12. јануар 1981.   |
| Андра и Љубица      | Божидар              | Дејан Ђурковић                   | Позориште на Теразијама | 24. април 1981.    |
| Љубавници           | Фабрицио Писоглавић  | Радослав Златан Дорић            | Позориште на Теразијама | 23. децембар 1981. |
| Вечити студенти     | Паја                 | Александар Ђорђевић              | Позориште на Теразијама | 25. март 1982.     |
| Љубавно писмо       | Стеван               | Мирослав Беловић                 | Позориште на Теразијама | 19. јун 1982.      |
| Пут око света       | Сима                 | Јосип Лешић                      | Позориште на Теразијама | 3. април 1982.     |
| Кнегиња Чардаша     | Фери                 | Дејан Миладиновић                | Позориште на Теразијама | 26. јануар 1984.   |
| Мој дечко           | Марсел               | Соја Јовановић                   | Позориште на Теразијама | 24. октобар 1984.  |
| Јалта, Јалта        | Стенли               | Александар Ђорђевић              | Позориште на Теразијама | 17. март 1985.     |
| Прича о коњу        | Сивац, Први гледалац | Мирослав Беловић                 | Позориште на Теразијама | 17. октобар 1985.  |
| Орфеј у паклу       | Џон Стикс            | Бранко Плеша                     | Позориште на Теразијама | 18. мај 1987.      |
| Позив у дворац      | Жошуа                | Соја Јовановић                   | Позориште на Теразијама | 6. новембар 1988.  |
| Цигани лете у небо  | Далибог              | Петар Новотни                    | Позориште на Теразијама | 18. децембар 1988. |
| Престаће ветар      | Љубиша Симић         | Александар Ђорђевић              | Позориште на Теразијама | 15. јануар 1990.   |
| Човек од Ла Манче   | Свештеник            | Желимир Орешковић                | Позориште на Теразијама | 15. мај 1990.      |
| Неки то воле вруће  | Бизгоу               | Соја Јовановић                   | Позориште на Теразијама | 27. децембар 1990. |
| Ивкова слава        | Први свирач          | Радослав Златан Дорић            | Позориште на Теразијама | 2. април 1993.     |
| Алан Форд           | Инспектор Брок       | Кокан Младеновић                 | Позориште на Теразијама | 11. новембар 1994. |
| Јубилеј             | Кустос               | Михаило Вукобратовић             | Позориште на Теразијама | 23. децембар 2000. |
| Гоље                | Деме Шминка          | Југ Радивојевић                  | Позориште на Теразијама | 29. октобар 2001.  |
| Замисли живот       |                      | Миленко Заблаћански              | Позориште на Теразијама | 27. јун 2003.      |
| Цигани лете у небо  | Данило               | Владимир Лазић                   | Позориште на Теразијама | 17. април 2004.    |
| Љубав, ах љубав     |                      | Михаило Вукобратовић             | Позориште на Теразијама | 28. мај 2004.      |
| Спусти се на земљу  | Капетан              | Југ Радивојевић                  | Позориште на Теразијама | 19. јануар 2006.   |
| Неки то воле вруће  | Бизгоу               | Светислав Гонцић Раде Марјановић | Позориште на Теразијама | 9. фебруар 2007.   |

### Филмографија
| Год.       | Назив                               | Улога                    |
| ---------- | ----------------------------------- | ------------------------ |
| 1976.      | Војникова љубав                     |                          |
| 1982.      | Паштровски витез (ТВ филм)          | Дужд                     |
| 1987.      | Бољи живот (серија)                 | Службеник на шалтеру 2   |
| 1993.      | Срећни људи (серија)                | Адвокат Стојиљковић      |
| 1995.      | Крај династије Обреновић (серија)   |                          |
| 2002.      | Породично благо (серија)            | Таксиста                 |
| 2004.      | Трагом Карађорђа (серија)           | Петар Белопољац          |
| 2004—2006. | Стижу долари (серија)               | Прлинчевић / Рецепционер |
| 2006.      | Љубав, навика, паника (серија)      | Доктор                   |
| 2007.      | Оно наше што некад бејаше (серија)  |                          |
| 2007—2010. | Бела лађа (серија)                  | Ђура Пироћанац           |
| 2010.      | Село гори, а баба се чешља (серија) | Конобар                  |